# Любодраг
Любодра́г (мак. Љубодраг) — село у Північній Македонії, входить до складу общини Куманово Північно-Східного регіону.
Населення — 686 осіб (перепис 2002) в 198 господарствах.